# کهتویه (بستک)
کهتویه روستای آبادی از توابع بخش جناح شهرستان بستک هرمزگان است.
در شش کیلومتری غرب شهر جناح واقع شده‌است.

## محدوده کهتویه
محدوده روستا از شمال چاله عالی احمدان، از جنوب کوه داربست، از مغرب روستای داربست، و از مشرق به روستای جناح منتهی می‌شود.

## جمعیت
جمعیت این روستا بر اساس سرشماری سال ۱۳۸۵ جمعیت آن ۱٬۱۵۸ نفر (۲۶۵ خانوار)
بوده‌است. از نظر ساخت جمعیتی مردم کهتویه هر گروهی از یک منطقه به این روستا آمده‌اند که دارای قومیت‌های مختلفی بوده‌اند؛ ولی امروزه علی‌رغم تفاوت‌های قومی و قبیله‌ای در کنار هم زندگی می‌کنند؛ و آشتی و دوستی وسخاوت از صفات آنان است. مردمانی کاسب کار و زحمت کش ومذهبی هستند. بیشتر آنان به آن سوی خلیج فارس برای کسب رزق سفر می‌کنند. مردم کهتویه از اهل سنت و شافعی مذهب یعنی از پیروان امام محمد ادریس شافعی هستند؛ و آنچه امروزه مشاهده می‌شود مردمانی هستند اصیل و با ایمان ودارای خلق وخوئی آرام و صلح طلب که ستیزه‌ای با همدیگر و با مردم منطقه ندارند. شاهد بر این ادعا لهجه آرام و ملایم فارسی است که مردم این روستا به آن تکلم می‌نمایند و شباهت زیادی به لهجه بستکی دارد و کهتویان اصیل کلمات را بیشتر به صورت کشیده تلفظ می‌کنند. در روستای کهتویه علماء افاضل و برجسته وجود داشته که به منطقه خدمات شایانی از لحاظ وعظ و ارشاد دینی به مردم منطقه کرده و می‌کنند. از جمله این علماء: حاج ملا علی کهنه بودند که بعد از مدت‌ها به کشور بحرین مهاجرت کردند.

## نام روستا
روایت است که چون روستای قدیم بین تَل و تپه و ماهور قرار گرفته، آن را کُهتویه نامیده‌اند. روستای کهتویه
که از گذشته‌ای نه چندان دور کهتویه خوانده می‌شود، در کتاب‌های باستانی ایران چنین از آن یاد شده‌است: در فارسنامه ناصری چنین آمده‌است: «کوه تو» در ۶ فرسخی میانه جنوب ومغرب بستک واقع شده‌است. علامه علی اکبر دهخدا در لغتنامه خود چنین می‌نویسد: کهتویه اسم خاص دهی از دهستان‌های حومه بستک است که در شهر لار واقع است.

## امکانات
بیشتر خانه‌های قدیمی روستا سه طرف تپه و یک سمت دیوار بوده. ودارای امکانات زیر می‌باشد:
- دبستان.
- مدرسه راهنمائی.
- مسجد.
- برق.
- لوله‌کشی آب.
- آب‌انبار برکه.
- خانه بهداشت.

روستا دارای یک کتابخانه عمومی است. حددود ۱۰۰۰۰ اصله نخل دیم دارد. نخل کهتویه از بهترین و مرغوبترین نخیل دیم منطقه‌بوده ولی بدنبال چندین سال خشکسالی بیشتر آن‌ها در حال نابودی هستند. یک رشته قنات در نزدیکی روستا وجود دارد که بعد از شور شدن آب آن، آن را رها کرده‌اند، همچنین متروک و مهجور دیده می‌شود.
در حال حاضر کهتویه را همه با نام کبابی‌ها و قصابی‌های آن می‌شناسند. کباب کهتویه را به جرئت می‌توان بهترین نوع کباب گنجه در منطقه جنوب نامید و دلیل آن نیز مراجعه به کبابی‌های کهتویه از سراسر منطقه هرمزگان و لارستان و استفاده از نام کهتویه جهت کبابی در پارسیان، بندرلنگه و .. است. این کبابی‌ها به ترتیب شهرت و معروفیت عبارتند از: کبابی رمضان، کبابی مژگانی، کبابی بام کهتویه، کبابی صدیق ، سالمی و زینل.

## نگارخانه

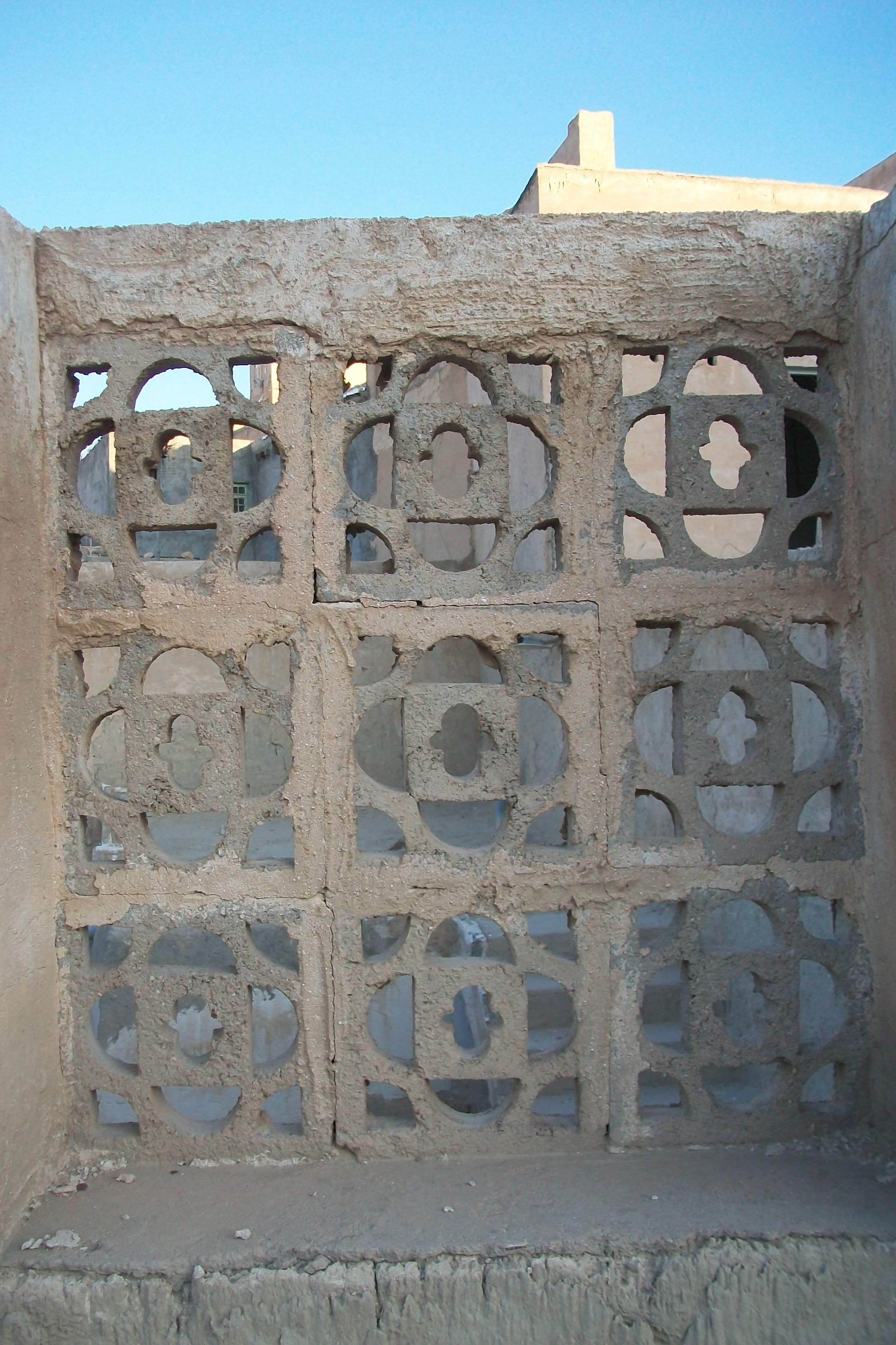
بافت قدیمی کهتویه
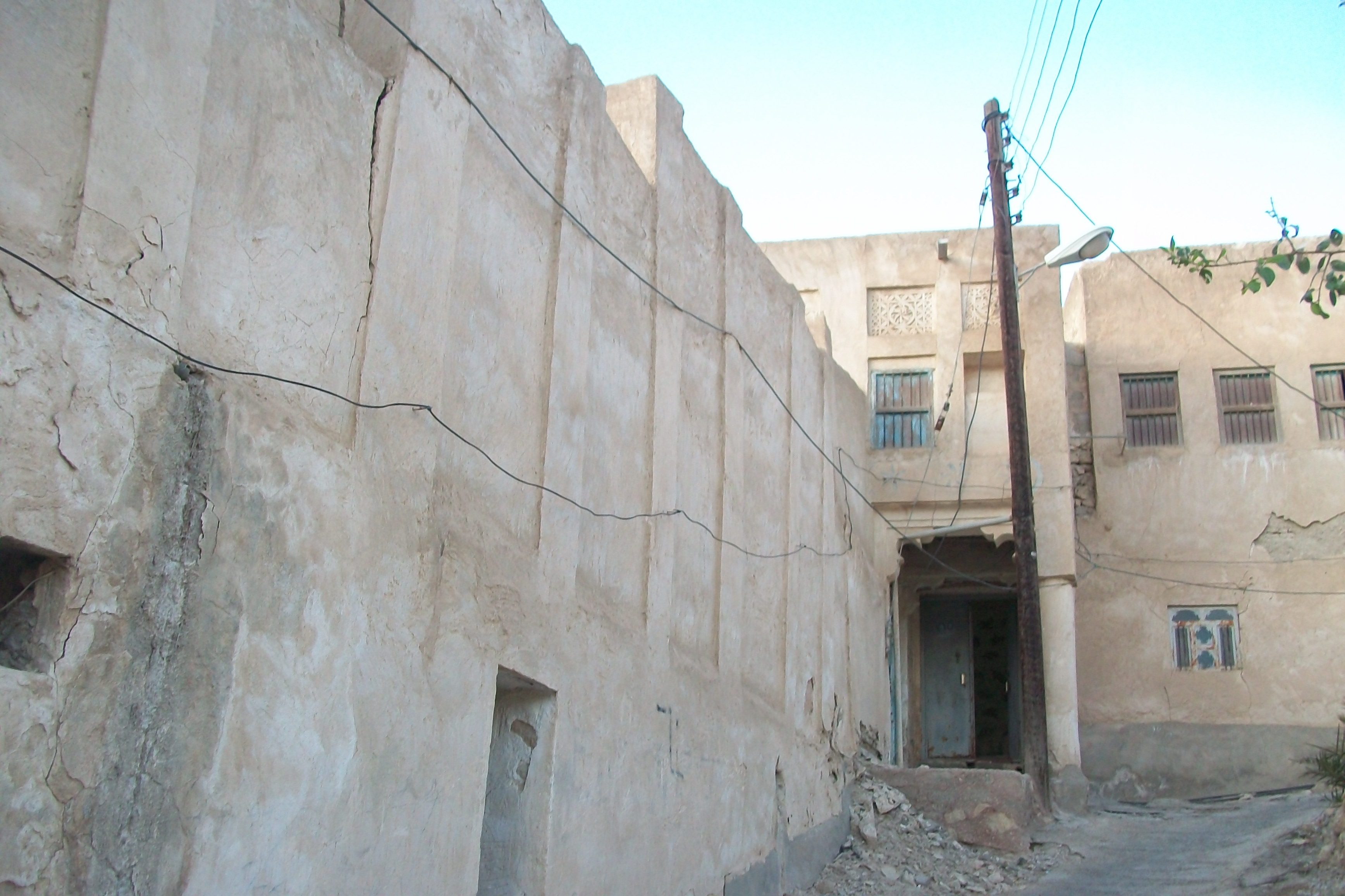
بافت قدیمی کهتویه
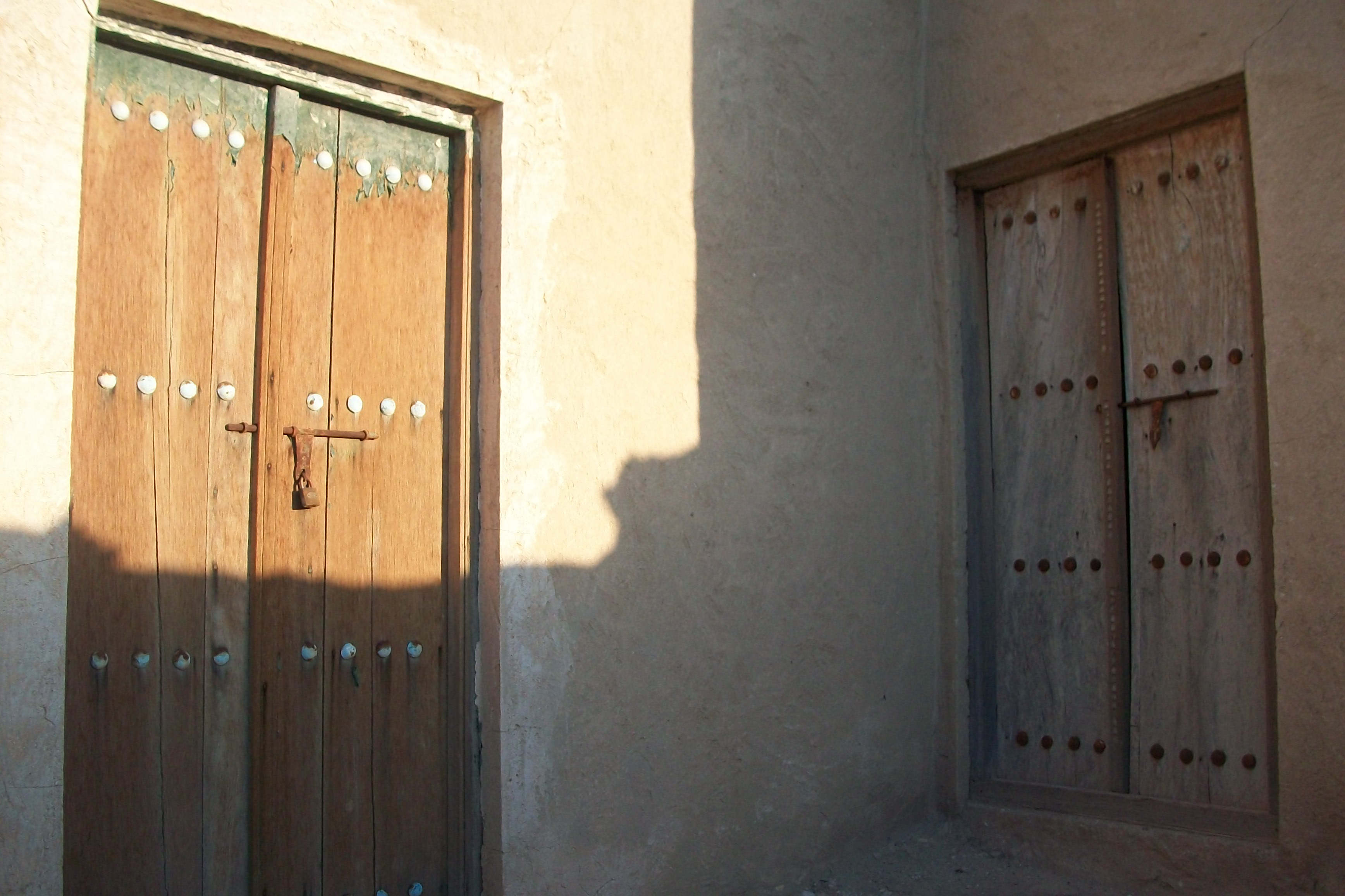
بافت قدیمی کهتویه
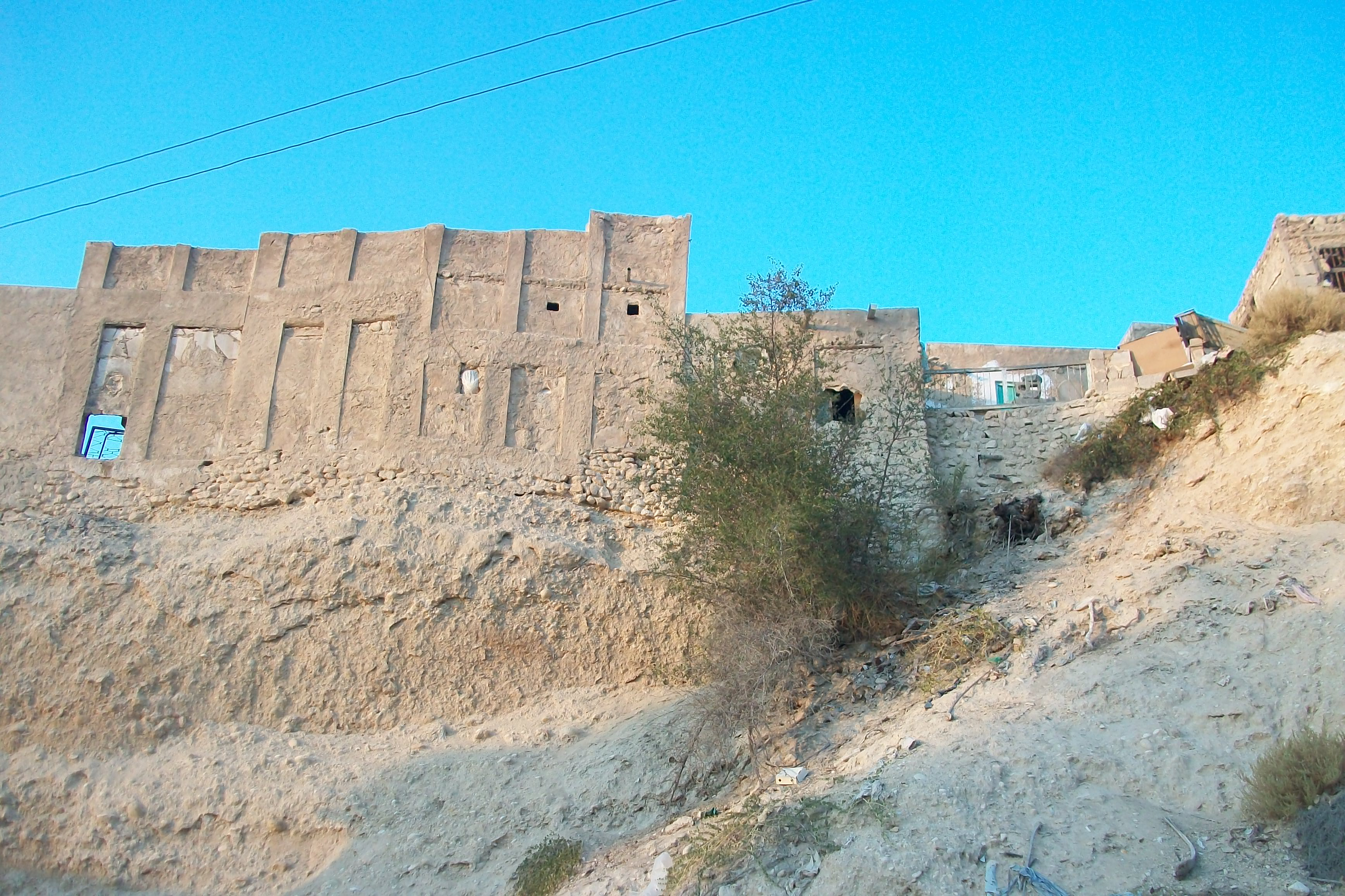
بافت قدیمی کهتویه
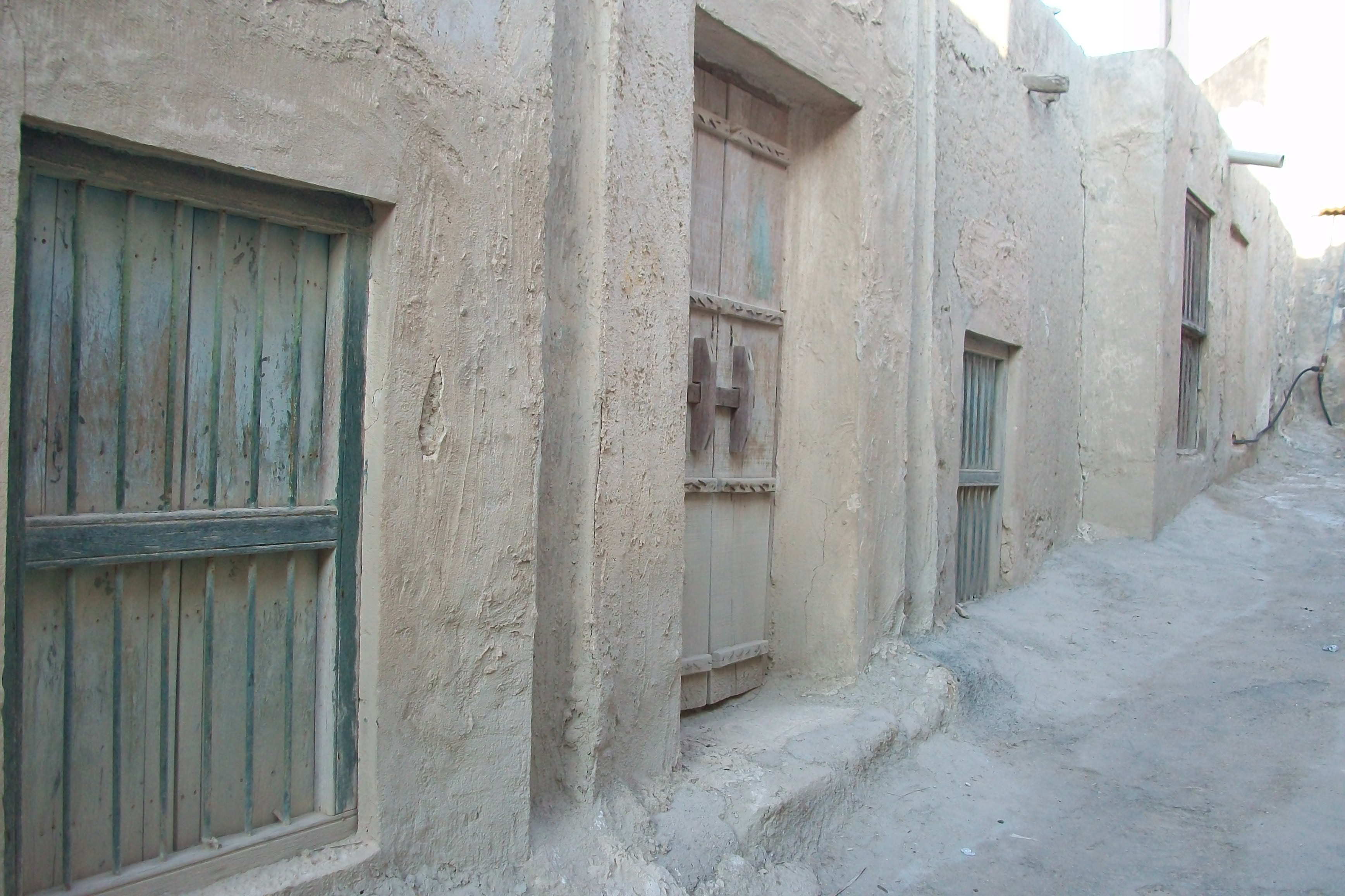
بافت قدیمی کهتویه
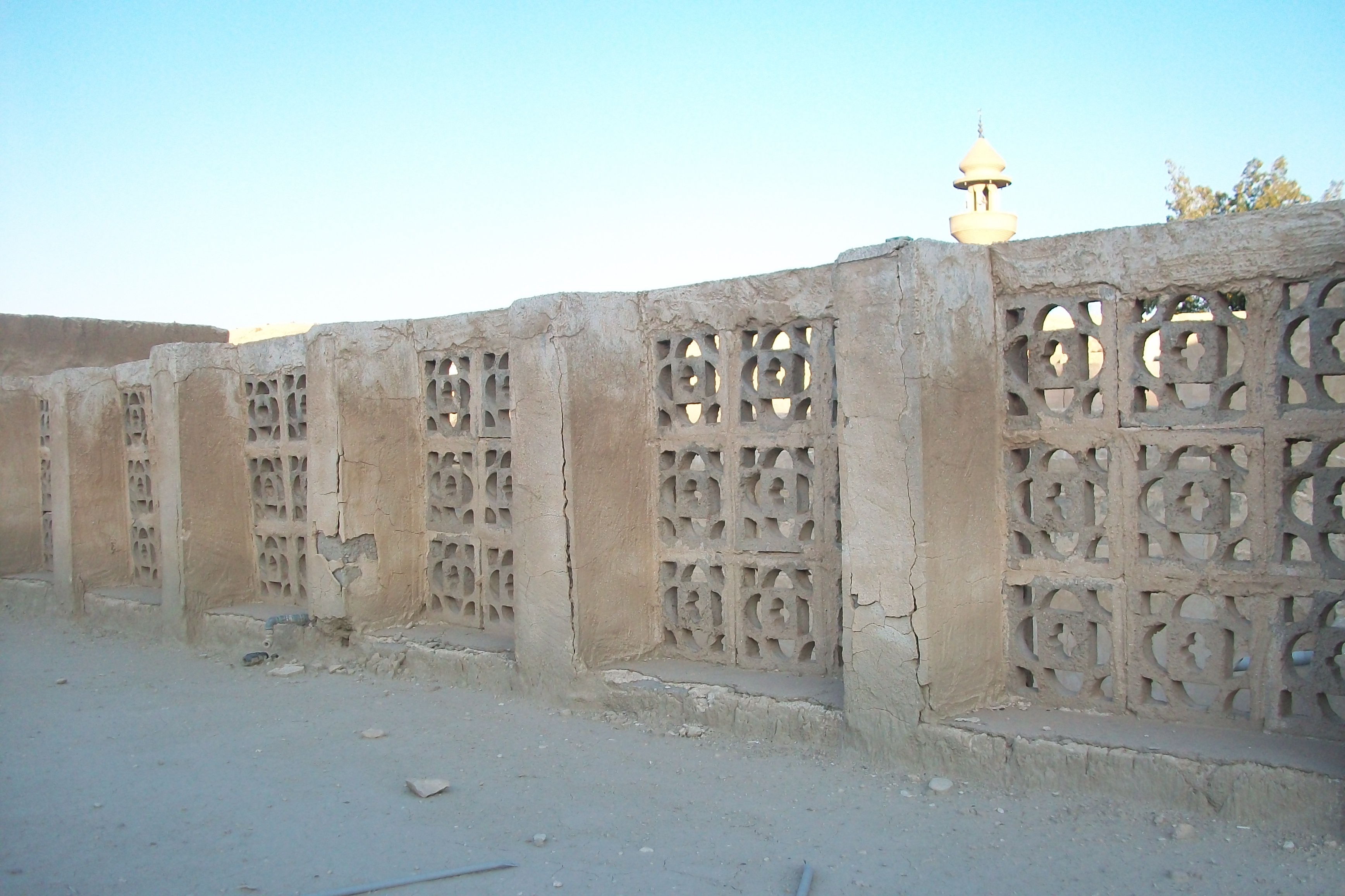
بافت قدیمی کهتویه
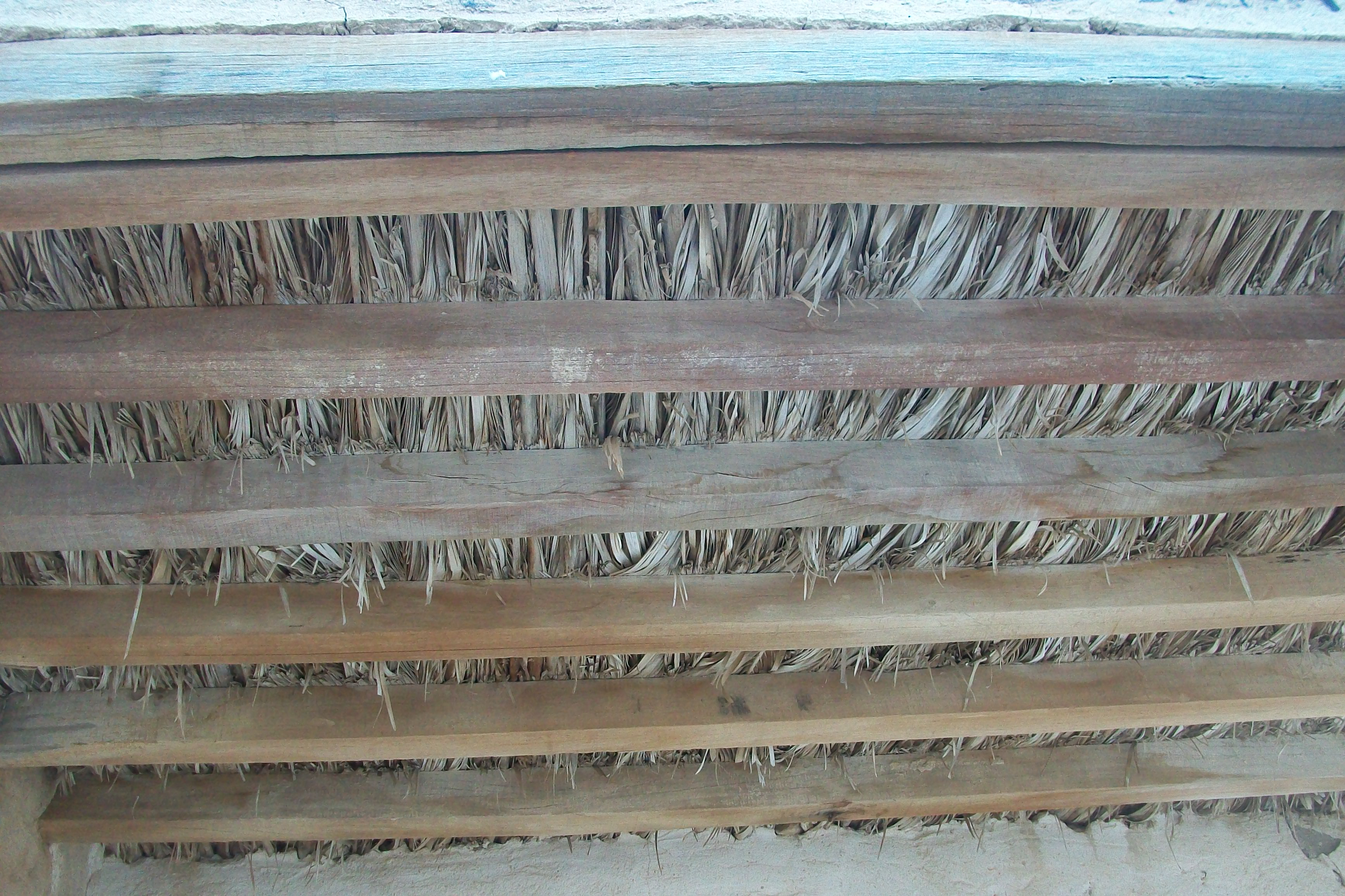
بافت قدیمی کهتویه

## فهرست منابع و مآخذ
- محمدیان، کوخردی، محمد،  «شهرستان بستک و بخش کوخرد» ، ج۱. چاپ اول، دبی: سال انتشار ۲۰۰۵ میلادی.
- عباسی، قلی، مصطفی،  «بستک وجهانگیریه» ، چاپ اول، تهران: ناشر: شرکت انتشارات جهان معاصر، سال ۱۳۷۲ خورشیدی.
- سلامی، بستکی، احمد.  (بستک در گذرگاه تاریخ)  ج۲ چاپ اول، ۱۳۷۲ خورشیدی.
- نگاره‌ها از: احمد سلمان گوده‌ای و محمد محمدیان کوخِردی.
- بالود، محمد.  (فرهنگ عامه در منطقه بستک)  ناشر همسایه، چاپ زیتون، انتشار سال ۱۳۸۴ خورشیدی.
- مهندس: موحد، جمیل. (بستک و خلیج فارس) چاپ اول، تهران: سال انتشار ۱۳۴۳ خورشیدی.
- بالود، محمد.  (فرهنگ عامه در منطقه بستک)  ناشر همسایه، چاپ زیتون، انتشار سال ۱۳۸۴ خورشیدی.
- الکوخردی، محمد، بن یوسف، (کُوخِرد حَاضِرَة اِسلامِیةَ عَلی ضِفافِ نَهر مِهران Kookherd, an Islamic District on the bank of Mehran River) الطبعة الثالثة، دبی: سنة ۱۹۹۷ للمیلاد.
- بختیاری، سعید،  «اتواطلس ایران» ، “ مؤسسه جغرافیایی وکارتگرافی گیتاشناسی، بهار ۱۳۸۴ خورشیدی.
- چمن پیرا، ناصر پاییز ۱۳۷۴ خورشیدی.
- محمد، صدیق «تارخ فارس» صفحه‌های (۵۰ ـ ۵۱ ـ ۵۲ ـ ۵۳)، چاپ سال ۱۹۹۳ میلادی.
- اطلس گیتاشناسی استان‌های ایران [Atlas Gitashenasi Ostanhai Iran] (Gitashenasi Province Atlas of Iran)